# إتش. ألين سميث
إتش. ألين سميث هو محامي وسياسي أمريكي، ولد في 8 أكتوبر 1909 في ديكسون في الولايات المتحدة، وتوفي في 4 يونيو 1998 في غلينديل في الولايات المتحدة. نشط حزبياً في الحزب الجمهوري. وقد انتخب عضو جمعية ولاية كاليفورنيا ‏ وانتخب عضو مجلس النواب الأمريكي ‏.